# 米奈邁基

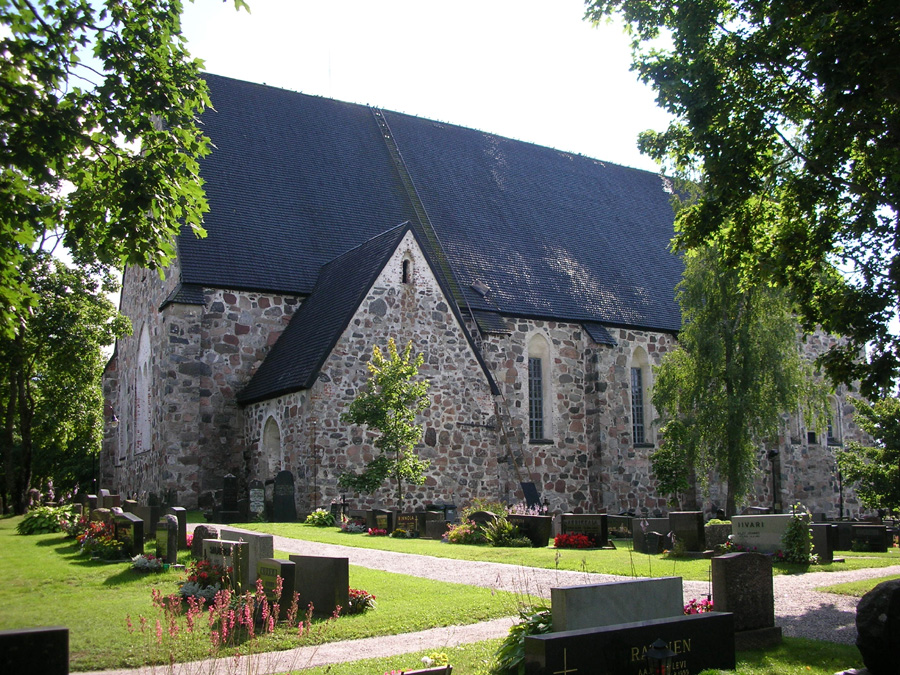
米奈迈基教堂

米奈邁基（芬蘭語：Mynämäki）是芬蘭西南部芬兰本部区的市鎮，距離圖爾庫30公里，面積536平方公里，2013年人口8,045，人口密度為每平方公里15.48人。

## 外部連結
- Municipality of Mynämäki （页面存档备份，存于） – Official website （文）